# Спацавенто (Прато)
Спацавенто је насеље у Италији у округу Прато, региону Тоскана.
Према процени из 2011. у насељу је живело 23 становника. Насеље се налази на надморској висини од 279 м.